# Heirisson Prong
Heirisson Prong är en halvö i Australien. Den ligger i delstaten Western Australia, omkring 690 kilometer norr om delstatshuvudstaden Perth.
Stäppklimat råder i trakten. Genomsnittlig årsnederbörd är 256 millimeter. Den regnigaste månaden är juni, med i genomsnitt 80 mm nederbörd, och den torraste är oktober, med 2 mm nederbörd.